# Abdullah Al-Hamdan
Abdullah Al-Hamdan (en arabe : عبدالله الحمدان), né le 12 septembre 1999 à Riyad en Arabie saoudite, est un footballeur international saoudien. Il joue au poste d'attaquant à Al-Hilal FC.

## Biographie

### En club
Le 2 janvier 2019, il fait ses débuts avec Al-Shabab Riyad contre Al-Sahel en coupe du Roi, en entrant à la 61' à la place de Khalid Kaabi. Le 15 février 2019, il joue son premier match en championnat contre Al Wehda. Le 23 septembre 2019, il marque son premier but contre la Jeunesse sportive Saoura en Coupe arabe des clubs champions.
Le 6 février 2021, il signe en faveur d'Al-Hilal pour cinq ans.

### En sélection
Avec les moins de 19 ans, il participe au championnat d'Asie des moins de 19 ans en 2018. Lors de cette compétition organisée en Indonésie, il joue trois matchs. L'Arabie saoudite remporte le tournoi en battant la Corée du Sud en finale.
Il participe ensuite avec les moins de 23 ans au championnat d'Asie des moins de 23 ans en 2020. Lors de cette compétition organisée en Thaïlande, il joue six matchs. Il se met en évidence en marquant un but en quart de finale contre le pays organisateur, puis un autre en demi contre l'Ouzbékistan. L'Arabie saoudite s'incline en finale face à la Corée du Sud après prolongation.
Il participe ensuite avec la sélection olympique aux Jeux olympiques d'été de 2020, organisés lors de l'été 2021 à Tokyo. Lors du tournoi olympique, il joue trois matchs. Avec un bilan de trois défaites en trois matchs, l'Arabie saoudite est éliminée dès le premier tour.
Il reçoit sa première sélection en Arabie saoudite le 5 septembre 2019, contre le Mali en amical (score : 1-1). Il inscrit son premier but en équipe nationale le 10 octobre 2019, contre Singapour. Ce match gagné 3-0 rentre dans le cadre des éliminatoires du mondial 2022.
Il dispute ensuite la Coupe du Golfe des nations 2019. Lors de cette compétition organisée à Bahreïn, il joue trois matchs. Il se met en évidence en inscrivant un but en phase de poule contre le pays organisateur, puis un autre en demi contre le Qatar. L'Arabie saoudite s'incline en finale face au Bahreïn.
Il participe ensuite à la Coupe arabe de la FIFA 2021, un tournoi organisé au Qatar. Il joue trois matchs lors de cette compétition, inscrivant un but contre la Palestine. Avec un bilan d'un nul et deux défaites, l'Arabie saoudite est éliminée dès le premier tour.

## Palmarès
| Al-Hilal - Championnat d'Arabie saoudite (1) : - Champion : 2020-21. - Ligue des champions de l'AFC (1) : - Vainqueur : 2021. |  | Arabie saoudite -19 ans - Championnat d'Asie -19 ans (1) : - Vainqueur : 2018. Arabie saoudite -23 ans - championnat d'Asie des moins de 23 ans (0) : - Finaliste : 2020. Arabie saoudite - Coupe du Golfe des nations (0) : - Finaliste : 2019. |